# Sélection naturelle
Sélection naturelle è il secondo album in studio del rapper francese Kalash Criminel, pubblicato il 20 novembre 2020. Contiene collaborazioni con Niska, Damso, JuL, 26Keuss, Bigflo & Oli e Nekfeu.

## Genesi
Dopo un periodo di pausa di sette mesi pubblica alcune canzoni, in ordine: Pronostic, Dans tous les sens, Écrasement de tête, Peur de personne, J'ai quitté con la collaborazione di Hornet La Frappe e Farsenne così come ADN, con l'obiettivo di far pazientare i suoi fan fino all'uscita del primo singolo estratto dal nuovo album.
Verso la fine di settembre, emergono diverse foto in cui possiamo vedere Kalash Criminel con altri artisti tra cui Nekfeu, Kaaris o Damso.
Pochi giorni dopo, l'11 ottobre 2020, è stato annunciato il primo estratto But en or con Damso per il 16 dello stesso mese. Atteso con impazienza dagli ascoltatori, sarà anche molto apprezzato.
Nei giorni del 26 e 27 ottobre vengono annunciate le informazioni dell'album come la copertina, la data e la tracklist.
Una ristampa dell'album è stata pubblicata a sorpresa il 12 novembre 2021.

## Video
- But en or (feat. Damso): 16 ottobre 2020
- Sale boulot: 20 novembre 2020
- La main: 25 febbraio 2021
- Josky: 11 giugno 2021

## Tracce
1. Insta Twitter – 2:57 (musica: 999Biggie, DB)
2. Doute – 3:14 (musica: Davy One, Davyna)
3. Tarifs – 3:23 (musica: Ray Da Prince, Draco Dans Ta Face)
4. Tu paniques (feat. Niska) – 3:29 (musica: Omaxx Prod)
5. J'oublie pas – 2:44 (musica: Marcelino)
6. But en or (feat. Damso) – 2:59 (musica: Hypnotic Beatz)
7. Sale boulot – 3:12 (musica: Grand Prêtre (MOC), Ray Da Prince)
8. Shooter – 3:27 (musica: Therapy 2077, Therapy 2067, Therapy 2093)
9. Dans la zone (feat. Jul) – 2:53 (musica: Medeline, Traxx)
10. Elle est gang – 3:00 (musica: Baile Broliké)
11. Droga (feat. 26keuss) – 3:26 (musica: Yakes)
12. Death Note – 2:56 (musica: Ray Da Prince, Dystosound)
13. Moments (feat. Bigflo & Oli) – 4:58 (musica: Ray Da Prince, Shaz The Producer)
14. Incompris – 3:03 (musica: Twang Beats)
15. Très mauvais – 2:59 (musica: Marcelino)
16. Turn Up (feat. Nekfeu) – 3:30 (musica: 999Biggie, Marcelino, Yakes)
17. Finish Him – 2:41 (musica: Yakes)
18. La main – 3:07 (musica: Twang Beats)
19. Josky – 2:17 (musica: Yakes, Bopol)

Ristampa
1. Démarre – 3:47 (musica: Bass Tuner)
2. Iilaa Alliqa – 2:42 (musica: Yakes)
3. O.G Thug – 2:44 (musica: Trill Mango)
4. Afflelou (feat. Nahir & Da Uzi) – 3:03 (musica: Jojo SK)
5. Violence (feat. Douma) – 3:37 (musica: Twang Beats)
6. À toi – 4:10 (musica: Double X)